# Muckle Cauldron Burn
Der Muckle Cauldron Burn ist ein Wasserlauf in Dumfries and Galloway, Schottland. Er entsteht nordöstlich des Ettrick Pen und fließt in südöstlicher Richtung bis zu seinem Zusammenfluss mit dem Little Cauldron Burn zum Strongcleuch Burn.